# 岡田啓治郎

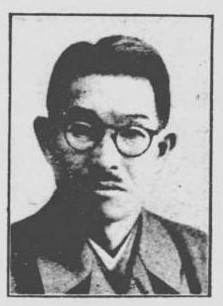
岡田啓治郎

岡田 啓治郎（おかだ けいじろう、1890年2月10日 - 1964年9月30日）は、日本の政治家。衆議院議員（1期）。

## 経歴
京都府出身。1915年関西大学専門部法律科卒。醤油製造を営む。養老村長、宮津町長、京都府町村会長、京都府議、同参事会員、同副議長、宮津市議、同議長、与謝郡農会長、同畜産組合長、京都府水産会副会長、同農会副会長、橋北汽船(株)取締役、与謝郡貨物自動車、京都物産各(株)取締役会長を歴任する。
1942年の第21回衆議院議員総選挙では京都3区(当時)から翼賛政治体制協議会の推薦を受けて当選する。戦後は日本進歩党に入ったが、推薦議員のため公職追放となった。1951年に追放解除。1964年死去。